# Gidófalvy Lajos
Gidófalvy Lajos, Gidófalvi (Bögöz, 1901. január 1. – Budapest, 1945. január 9.?) tisztviselő, katonatiszt, antifasiszta ellenálló.

## Életpályája
Az Udvarhely megyei Bögözön született Gidófalvi Lajos és Diószegi Rozália fiaként, vallása református. Tizenkét testvér közül ő volt a legidősebb, édesapja vasúti pályaőrként dolgozott. A marosvásárhelyi kereskedelmi iskolában érettségizett kitűnő eredménnyel, 1918 őszén Budapesten a közgazdasági egyetemre iratkozott be, tanulmányait azonban anyagi nehézségek miatt kénytelen volt abbahagyni. Volt minisztériumi tisztviselő, dolgozott segédmunkásként is. Mivel mindig is vonzotta a katonai pálya, 1927 és 1932 között önkéntesként szolgált a Magyar Királyi Honvédségnél. Leszerelés után családot alapított, 1933. július 26-án Budapesten, a Józsefvárosban feleségül vette a nála tíz évvel fiatalabb Zwar Annát, Zwar Ferenc és Zimmermann Klára lányát.
1938-ban behívták tartalékos tiszti tanfolyamra. Részt vett a felvidéki és erdélyi bevonulásban, melyről emlékérmei tanúskodtak. A XIII. kerületi katonai parancsnokságon mint körzeti leventeparancsnok működött, már hivatásos tiszti állományban, főhadnagyi rangban. 1944 őszén megbízást kapott a XIII/1. Kiegészítő Karhatalmi Század megalakítására, amely egység később Kisegítő Honvéd Karhatalmi Zászlóaljjá szerveződött.

## Antifasiszta tevékenysége
Demokratikus gondolkodású és németellenes érzelmű tisztként lehetővé tette, hogy a Vilmos főhercegről elnevezett, XIII. kerületi tüzérlaktanyában levő alakulatánál katonaszökevények, szökött munkaszolgálatosok és más üldözöttek menedéket kapjanak. Olyan fegyveres csoportokat szervezett, amelyek megakadályozták egyes angyalföldi gyárak leszerelését, katonái őrizték meg a jövő számára a Ferdinánd-hidat, a Rákosrendező vasútállomást, az Aréna úti vasúti felüljárót. Ő és katonái látták el az akkor életet jelentő igazolványokkal a rászorulókat, élelmezték a csillagos és védett házak lakóit, fegyvert adtak az újpesti víztornyot megvédő újpesti partizánoknak. Kapcsolatban állt Raoul Wallenberggel is.

## Halála
1945 januárjának első napjaiban szűkebb törzsével együtt elhagyta a Vilmos Főherceg Laktanyát és elindultak, hogy megmentsék a Dunába robbantástól az aláaknázott Erzsébet hidat. Valószínűleg 1945. január 9-én halt hősi halált, holttestét állítólag a híd környékén látták. A budapesti központi járásbíróság 1949-ben 1945. február 15-ei dátummal holtnak nyilvánította.

## Emlékezete

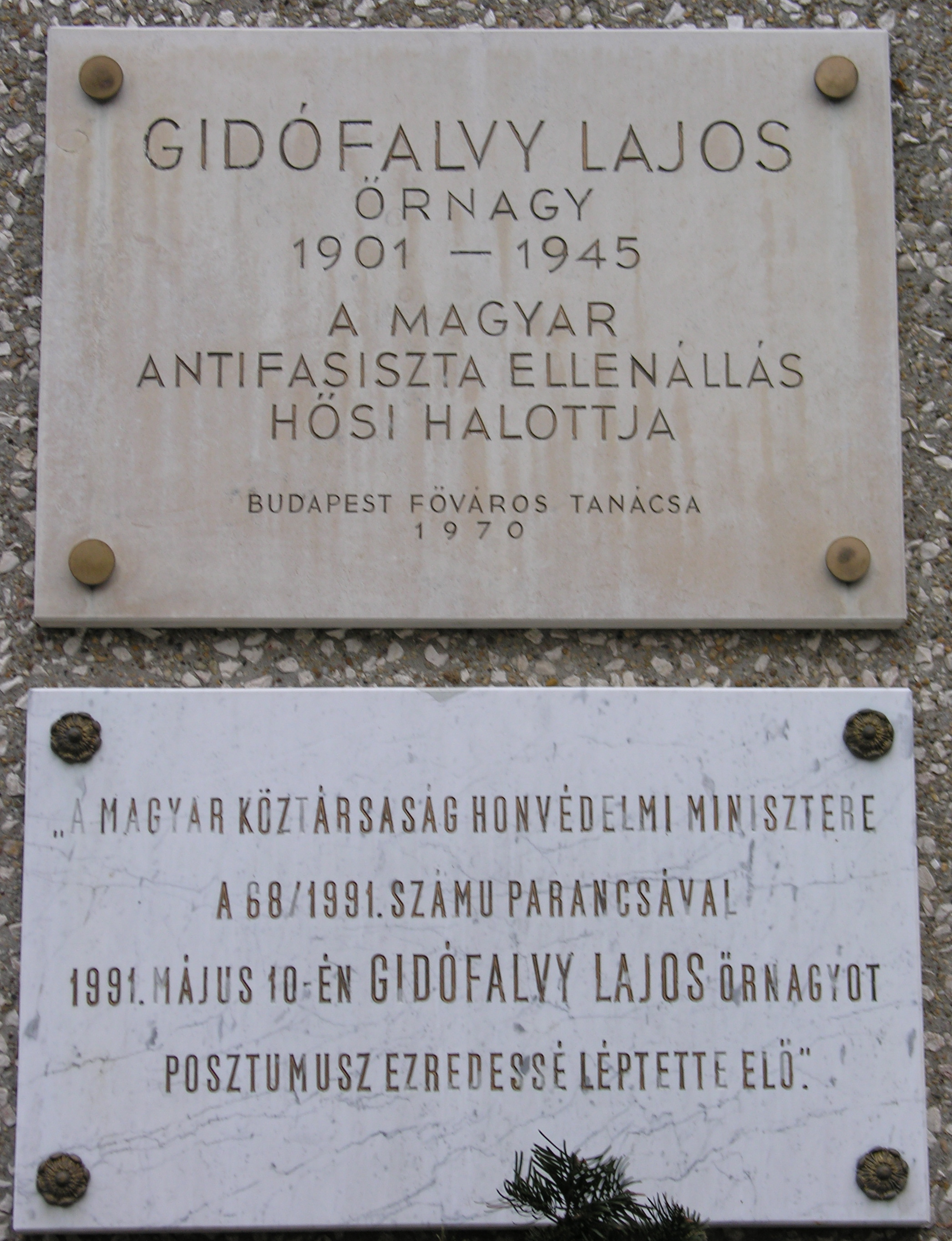
Emléktáblája Budapesten a Gidófalvy Lajos utca 1. szám alatt

Az egykori Vilmos Főherceg Laktanya helyén az 1970-es években épült tiszti lakótelep a Gidófalvy Lajos utca közterületi elnevezést kapta.
Emlékét emléktábla őrzi a Gidófalvy Lajos utca 1. szám alatt.
1948-ban posztumusz őrnaggyá, majd születésének 90. évfordulója alkalmából 1991-ben posztumusz ezredessé léptették elő.